# Die tollsten Geschichten von Donald Duck – Sonderheft
Die tollsten Geschichten von Donald Duck – Sonderheft, für die Nummern 105 bis 166 offiziell mit Donald Duck Sonderheft betitelt, kurz auch DDSH, TGDD oder TGDDSH, ist ein seit 1965 im Ehapa-Verlag erscheinendes deutschsprachiges Comic-Magazin. Es beschränkt sich hauptsächlich auf Comics aus dem Duck-Universum. Die meist 68 Seiten umfassenden Hefte erscheinen bis heute monatlich.

## Geschichte
Die erste Ausgabe, die im Mai 1965 erschien, war ein Nachdruck des 1964 bei Gold Key in den USA erschienenen Heftes The Best of Donald Duck and Uncle Scrooge. Es enthielt die beiden Comics Das Gespenst von Duckenburgh und Donald Duck und der goldene Helm von Carl Barks sowie ein von Tony Strobl neu gezeichnetes Titelbild. Für die deutsche Ausgabe wurden zwei einseitige Carl-Barks-Comics im Innenumschlag weggelassen. Während in den USA zahlreiche weitere Hefte in unregelmäßigem Abstand folgten, war die deutsche Ausgabe der Beginn einer regelmäßigen, zunächst vierteljährlich erscheinenden Heftreihe. Ab dem zweiten Heft griff man bei der Auswahl der Geschichten nicht mehr auf eine amerikanische Vorlage zurück.
In den Anfangsjahren beinhaltete das Heft hauptsächlich Nachdrucke der Donald-Duck-Comics aus der Heftreihe Micky Maus, worunter sich viele Geschichten von Carl Barks befanden. Die Übersetzerin Erika Fuchs überarbeitete ihre Übersetzungen für diese Nachdrucke.
In den 1980ern begann man, verstärkt im deutschsprachigen Raum zuvor noch nicht veröffentlichte Comics von Carl Barks abzudrucken. Erika Fuchs widmete sich zu dieser Zeit nur noch der Übersetzung dieser Geschichten.
Nachdem mittlerweile die meisten Barks-Geschichten in dieser Heftreihe veröffentlicht wurden, finden sich in den aktuellen Ausgaben vor allem Geschichten anderer bekannter Zeichner wie u. a. William Van Horn, Vicar, Marco Rota, Daniel Branca und Mau Heymans. Etwa die Hälfte der Geschichten sind derzeit deutsche Erstveröffentlichungen, die anderen Geschichten erschienen zuvor in der Micky Maus oder anderen Disney-Publikationen, wobei seit der letzten Zeitschriftenveröffentlichung mindestens 7 Jahre vergangen sein müssen.
Seit DDSH 105 (1990) ist auch ein zwei Seiten umfassender redaktioneller Teil, die „Entenhausener Geschichte(n)“ von Wolfgang J. Fuchs, enthalten, in dem oft Porträts und Interviews mit bekannten Zeichnern sind. In DDSH 384 (Mai 2019) berichtete Wolfgang J. Fuchs in den „Entenhausener Geschichte(n)“  über den Bertel-Express und die Duckipedia.
In den letzten Jahren wurden zudem eine Leserbriefrubrik und ein „Expertenquiz“ eingeführt. Das „Expertenquiz“ wird mittlerweile allerdings nur noch zu besonderen Ereignissen benutzt.
2000 wurde ein Inhaltsverzeichnis, das Autoren und Zeichner der Comics umfasst, eingeführt.
Seit 2002 existiert ein zweiseitiges Leserforum, in dem Leserbriefe veröffentlicht und von der Redaktion kommentiert und beantwortet werden. 2016 wurde von der Redaktion überlegt, dieses aufgrund zu weniger Zuschriften auf eine Seite zu reduzieren, was jedoch nicht realisiert wurde. Ab Januar 2019 (seit DDSH 380) wurde das Leserforum dann doch um eine Seite gekürzt.
Von 2014 bis 2016 fanden sich auch Fachbeiträge aus der Zeitschrift Der Donaldist, dem Zentralorgan der D.O.N.A.L.D., im DDSH.
Seit Heft 359 gibt es unregelmäßig „Wunschcomic-Wahlen“, bei denen die Leser abstimmen können, welcher Comic von drei zur Wahl stehenden es ins DDSH schafft.
In Heft 364 (September 2017) gab es erstmals eine „Wunschcoverwahl“, bei der die Leser über ihr Lieblingscover abstimmen konnten. Das Cover mit den meisten Stimmen erschien auf DDSH 366 (November 2017).
Bisher sind in der ersten Auflage über 450 Ausgaben des DDSH erschienen. Die Nummer 450 erschien im November 2024.

## Nachdrucke
1995 erschien ein Faksimile-Nachdruck der ersten Ausgabe, lediglich das Cover wurde mit einem neuen Preis versehen. Ab Oktober 2008 erschienen Faksimile-Nachdrucke der Ausgaben 1 bis 50, jeweils in Kassetten zu zehn Ausgaben.
Anlässlich des 50-jährigen Bestehens des DDSH 2015 erschien die limitierte und hochwertige Sammleredition „Die tollsten Geschichten Von Donald Duck Sonderheft – Die Jubiläumsalben (Untertitel: Das Beste von 1965 bis heute)“. Diese bestand aus zwei Comicalben, einem Sammelschuber zur Aufbewahrung und einem Zertifikat über den Nachweis der Limitierung. Ihr lag ein Faksimile-Nachdruck der ersten Ausgabe bei.

## Zweitauflage
Ab 1983 erschien eine Zweitauflage, beginnend mit der Nummer 40. Die Reihe wurde 2002 mit Ausgabe 145 wieder eingestellt. Teilweise wurden bei der Zweitauflage Änderungen vorgenommen, z. B. Cover ausgetauscht. Die ersten 39 Ausgaben erschienen damals nicht als Zweitauflage, weil die enthaltenen Barks-Comics erst wenige Jahre zuvor in der Heftreihe „Goofy Magazin“ nachgedruckt waren.

## Die tollsten Geschichten von Donald Duck – Spezial
Die tollsten Geschichten von Donald Duck – Spezial ist eine halbjährlich erscheinende Nebenreihe des DDSH, das meist einem Zeichner oder einer Gruppe von Zeichnern gewidmet ist. Ausnahmen sind Band 2 und 4 mit Weihnachtsgeschichten sowie Band 21 mit dem Thema Tiere und Band 24 mit dem Thema All. Von 2003 bis 2013 sind 22 Bände erschienen. Seit dem 21. April 2016 wird die Reihe fortgesetzt und es erschienen bisher neun weitere neue Bände.
Ausgaben:
- TGDD Spezial  1: Comics von Don Rosa
- TGDD Spezial  2: Weihnachts-Comics
- TGDD Spezial  3: Comics von Vicar
- TGDD Spezial  4: Weihnachten in Entenhausen
- TGDD Spezial  5: Comics von William Van Horn
- TGDD Spezial  6: Comics von Daniel Branca
- TGDD Spezial  7: Comics der 3. Generation
- TGDD Spezial  8: Comics von Marco Rota
- TGDD Spezial  9: Comics und Bildergeschichten von Carl Barks
- TGDD Spezial 10: Comics von Luciano Bottaro
- TGDD Spezial 11: Comics von Mau Heymans
- TGDD Spezial 12: Comics von Daan Jippes
- TGDD Spezial 13: Comics von Kari Korhonen
- TGDD Spezial 14: Tierisches Entenhausen von Carl Barks
- TGDD Spezial 15: Comics von Romano Scarpa
- TGDD Spezial 16: Holländische Meister
- TGDD Spezial 17: Comics von Giorgio Cavazzano
- TGDD Spezial 18: Comics von Flemming Andersen[9]
- TGDD Spezial 19: Erinnerungen an Vicar
- TGDD Spezial 20: Comics von Don Rosa[10]
- TGDD Spezial 21: Comics – Einfach tierisch
- TGDD Spezial 22: Comics von Daniel Branca
- TGDD Spezial 23: Comics von Daan Jippes
- TGDD Spezial 24: Comics – Galaktische Geschichten
- TGDD Spezial 25: Comics von Arild Midthun
- TGDD Spezial 26: Comics von Al Taliaferro
- TGDD Spezial 27: Comics Made in Germany
- TGDD Spezial 28: So ein Glück – Comics mit Gustav Gans
- TGDD Spezial 29: Comics für Weltmeister
- TGDD Spezial 30: Weihnachten in Entenhausen
- TGDD Spezial 31: Herzlichen Glückwunsch, Donald!

## Die tollsten Geschichten von Donald Duck – Edition
Als das DDSH Spezial zwischen 2013 und 2016 als eingestellt galt, wurde von der DDSH-Redaktion als Ersatz eine hochwertigere Reihe geplant, die DDSH Edition. Diese wurde dann im Sommer 2016 veröffentlicht. Die DDSH Edition umfasste drei Albenbände, die einzeln gekauft werden konnten. Zudem wurde im Ehapa-Shop auch alle drei Bände zusammen in einem Sammelschuber zum Verkauf angeboten.
Des Weiteren stellt die DDSH Edition laut DDSH-Redaktion eine Weiterführung der 2015 zum 50-jährigen Bestehen des DDSH erschienenen Jubiläumsalben Die tollsten Geschichten von Donald Duck – Die Jubiläumsalben dar. 2017 ließ die Redaktion verlauten, dass die DDSH Edition „nun doch nicht wie geplant“ erscheine, womit sie (zumindest vorerst) als eingestellt gilt.

## Die tollsten Geschichten von Micky Maus – Sonderheft
Im Oktober 2018 erschien anlässlich Micky Maus’ 90. Geburtstag mit Die tollsten Geschichten von Micky Maus – Sonderheft ein Comicheft analog zum DDSH, das nur Comics aus dem Maus-Universum beinhaltet. Es ist zunächst als Testausgabe geplant und soll bei ansehlichen Verkaufszahlen regelmäßig erscheinen.
Eine mögliche Fortsetzung wird frühestens 2020 erscheinen.

## Sonstiges
Seit April 2010 erscheint mit der Entenhausen-Edition eine Nachdruck-Comicalbenreihe der Barks Library, die die Gesammelten Werke von Carl Barks enthält. Von den dort veröffentlichten Barks-Geschichten sind die meisten bereits im DDSH abgedruckt worden.